# Andrei Alexejewitsch Stenin
Andrei Alexejewitsch Stenin (russisch Андре́й Алексеевич Стенин; * 22. Dezember 1980 in Petschora; † 6. August 2014 nahe Snischne) war ein russischer Journalist und Fotokorrespondent des russischen Medienunternehmens Rossija Sewodnja.

## Leben
Stenin arbeitete ab 2003 als Korrespondent im Bereich Gesellschaft für die Tageszeitung Rossijskaja gaseta und anschließend für die Internet-Zeitung Gazeta.ru. Ab 2008 war er als Fotokorrespondent für die Nachrichtenagenturen ITAR-TASS, RIA Novosti, Reuters, Associated Press und Agence France-Presse sowie für die Zeitung Kommersant tätig. Ab 2014 arbeitete er als Spezial-Fotokorrespondent für Rossija Sewodnja. Stenin fokussierte sich auf fotografische Aufnahmen von außerordentlichen Ereignissen, Massenunruhen, Militärkonflikten und Gerichtsprozessen.
Während eines Einsatzes für eine Bildberichterstattung über den Krieg in der Ostukraine ging am 5. August 2014 die Verbindung zu ihm verloren. Die Vermutung von russischer Seite, dass er von ukrainischen Streitkräften entführt oder gefangen genommen wäre, wurde von der ukrainischen Regierung nicht bestätigt. In Serbien, Russland, Argentinien, Großbritannien und Mexiko wurden Aktionen zur Unterstützung des Fotojournalisten gestartet. Vertreter von OSZE, Internationaler Journalisten-Föderation (IJF) und Reporter ohne Grenzen drückten ihre Besorgnis über Stenins Schicksal aus.
Am 3. September 2014 wurde bekannt, dass Stenin im Oblast Donezk am 6. August 2014 in einem Auto ums Leben kam. Auf dem Weg zum Redaktionsgebäude geriet er zusammen mit einem Flüchtlingskonvoi unter Begleitung von sechs Milizionären auf der Straße zwischen Snischne und Dmitrowka unter Beschuss der ukrainischen Armee, mutmaßlich ihrer 79. Luftlandebrigade.
Stenin wurde am 5. September 2014 auf dem Moskauer Friedhof Trojekurowo beigesetzt.
Zu seinem Gedenken wurde der Internationale Andrej-Stenin-Fotowettbewerb ausgerufen.

## Auszeichnungen
- Russischer Orden für Tapferkeit (5. September 2014, posthum)[7]
- Silberne Kamera (2010, 2013)